# نظر کرده (فیلم ۲۰۰۸)
نظر کرده (انگلیسی: Blessed) فیلمی بریتانیایی است که در سال ۲۰۰۸ منتشر شد. از بازیگران آن می‌توان به جیمز نسبیت، ناتاشا مک‌الهون و گری لوئیس اشاره کرد.